# Dymphna
Đimphơna (còn gọi là Dympna hay Dimpna) là con gái của một nhà lãnh chúa người Ireland ngoại giáo và người vợ Kitô giáo của mình trong thế kỷ thứ VII. Cô đã bị cha cô giết chết. Câu chuyện này đã được sử sách Công giáo ghi lại.

## Câu chuyện
Dymphna sinh vào thế kỷ thứ VII. Cha cô là ông Damon, một thuyền trưởng giàu có, đầy quyền thế và là người ngoại giáo. Mẹ ngài là một phụ nữ rất xinh đẹp và cũng là một Kitô hữu đạo hạnh. Lúc Dymphna được 14 tuổi thì mẹ cô qua đời. Người ta cho ông Damon biết vì quá buồn đau, ông sẽ phải mắc bệnh tâm thần. Để chữa chạy, ông này liền phái các sứ giả đi khắp nơi trong lãnh địa tìm cho bằng được một người phụ nữ nào thuộc dòng dõi quý phái giống như vợ của ông, để ông cưới làm vợ.
Khi không tìm được một ai, thì có một số người xàm tấu bảo ông hãy cưới lấy chính con gái của mình làm vợ. Dymphna sợ quá phải trốn khỏi lâu đài cùng với linh mục Gerebran và hai người bạn khác đi đến nước Bỉ. Ông Damon cuồng tín quyết tâm sang Bỉ để tìm kiếm họ. Ông ra lệnh rằng bằng mọi giá, phải chặt đầu vị linh mục. Còn người con gái của ông, ông khuyến dụ phải trở về Ái Nhĩ Lan để làm vợ ông. Sau khi bị bắt được và ép kết hôn, cô nhất mực từ chối, thế là ông rút gươm và chém đứt đầu cô con gái. Dymphna lúc này chỉ mới 15 tuổi.
|  | Chủ đề Cơ Đốc giáo |